# Jüdischer Friedhof (Esztergom)

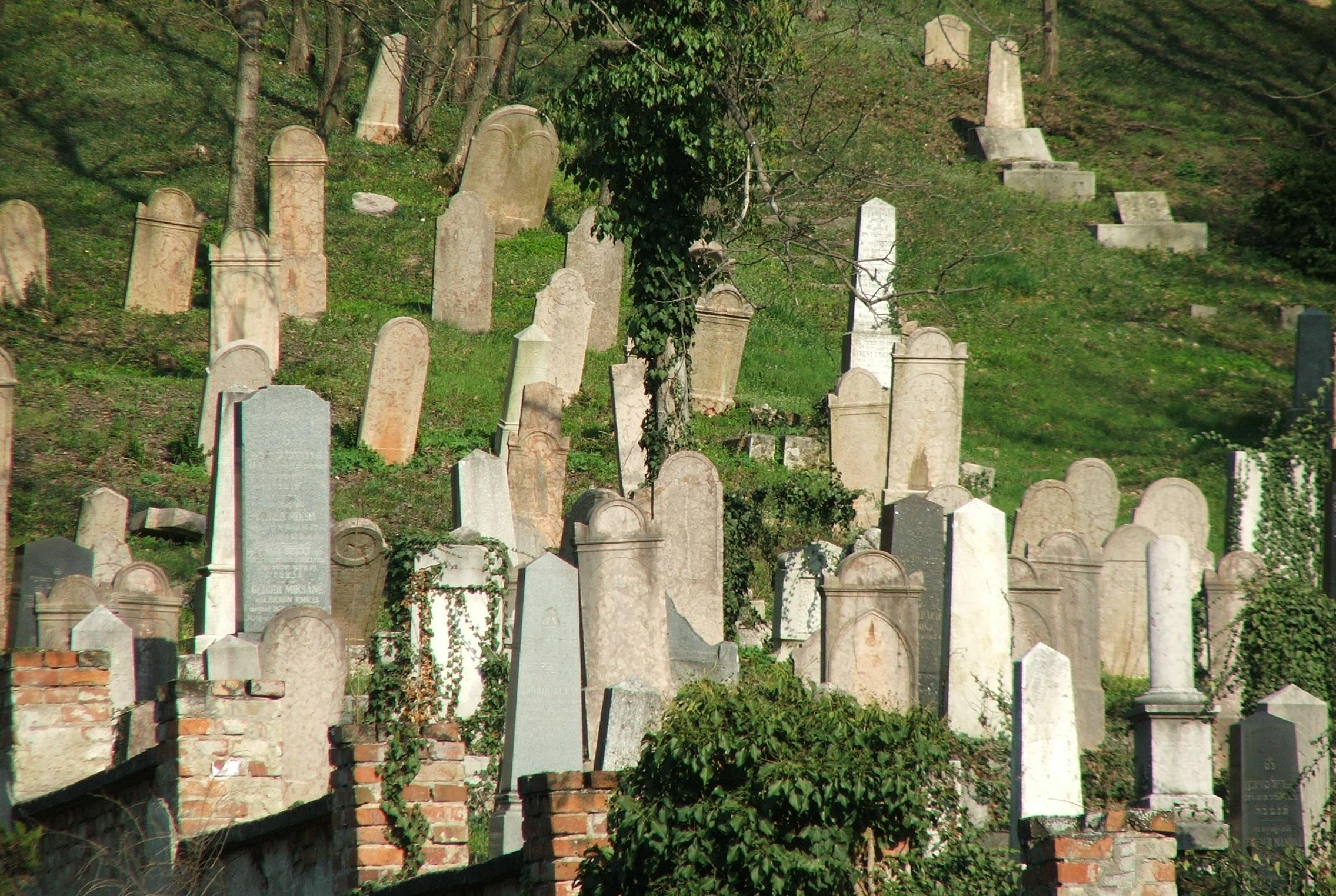
Jüdischer Friedhof in Esztergom

Der Jüdische Friedhof in Esztergom (Kreis Esztergom im Komitat Komárom-Esztergom in Ungarn) ist teilweise erhalten. Er befindet sich auf einem Hügel in der Nähe des katholischen Friedhofs.
Bereits um 1050 existierte in Esztergom eine größere jüdische Gemeinde mit einem Friedhof.